# Federazione della Rhodesia e del Nyasaland
La Federazione della Rhodesia e del Nyasaland (in inglese Federation of Rhodesia and Nyasaland), conosciuta anche come Federazione Centrale Africana (in inglese Central African Federation) abbreviata CAF, è stata una federazione di colonie istituita dal Regno Unito nel 1953. Aveva una superficie di 1.262.986 km² e comprendeva:
- la colonia della Rhodesia Meridionale (attuale  Zimbabwe);
- il protettorato della Rhodesia Settentrionale (attuale  Zambia);
- il protettorato del Nyasaland (attuale  Malawi).

## Storia
La Federazione si dissolse nel 1963. Nel 1964, la Rhodesia Settentrionale e il Nyasaland divennero indipendenti con i rispettivi nomi di Zambia e Malawi, mentre la Rhodesia Meridionale restò una colonia con la semplice denominazione di Rhodesia.
Nel 1965 la Rhodesia dichiarò unilateralmente la propria indipendenza e nel 1970 si proclamò repubblica; dal giugno al dicembre 1979 cambiò nome in Zimbabwe Rhodesia e successivamente tornò provvisoriamente sotto la sovranità britannica, prima di diventare definitivamente indipendente nel 1980 con la denominazione di Zimbabwe.

## Popolazione
| Anno | Rhodesia Meridionale | Rhodesia Meridionale | Rhodesia Settentrionale | Rhodesia Settentrionale | Nyasaland     | Nyasaland          | Totale          | Totale             |
| ---- | -------------------- | -------------------- | ----------------------- | ----------------------- | ------------- | ------------------ | --------------- | ------------------ |
| Anno | Bianchi              | Neri                 | Bianchi                 | Neri                    | Bianchi       | Neri               | Bianchi         | Neri               |
| 1927 | 38.200 (3,98%)       | 922.000 (96.02%)     | 4.000 (0,4%)            | 1.000.000 (99,6%)       | 1.700 (0,13%) | 1.350.000 (99,87%) | 43.900 (1,32%)  | 3.272.000 (98,68%) |
| 1946 | 80.500 (4,79%)       | 1.600.000 (95.21%)   | 21.919 (1,32%)          | 1.634.980 (97,68%)      | 2.300 (0,10%) | 2.340.000 (99,90%) | 104.719 (1,84%) | 5.574.980 (98,16%) |
| 1955 | 150.000 (5,88%)      | 2.400.000 (94.12%)   | 65.000 (3,02%)          | 2.085.000 (96,98%)      | 6.300 (0,25%) | 2.550.000 (99,75%) | 221.300 (3,05%) | 7.035.000 (96,95%) |
| 1960 | 223.000 (7,30%)      | 2.830.000 (92,70%)   | 76.000 (3,14%)          | 2.340.000 (96,85%)      | 9.300 (0,33%) | 2.810.000 (99,66%) | 308.300 (3,72%) | 7.980.000 (96,28%) |